# Дарда (філософ)
Дарда (дав-євр. דרדע‎) — фінікійський філософ початку I тисячоліття до н. е. Належав до філософської школи, заснованої Мохом Сідонським. Згаданий у Біблії. Можливо, Дарда — не ім'я, а прізвисько філософа, яке з давньоєврейської може бути перекладено як «перлина мудрості».
Деякі з грецьких та римських авторів ототожнювали Дарду з Дарданом — легендарним засновником Трої. Принаймні Йосип Флавій називає Дарду Дарданом. Щоправда, за археологічними даними Троя була заснована набагато раніше, тож йдеться або про анахронізм, або про грецьке походження Дарди.